# Yolanda Adams
Yolanda Yvette Adams, född 27 augusti 1964 i Houston, Texas, är en amerikansk sångerska inom gospelgenren. Hon var också med och sjöng soundtracket i filmen Honey (2003).

## Diskografi
- 2001 – Believe